# Controles dos pais

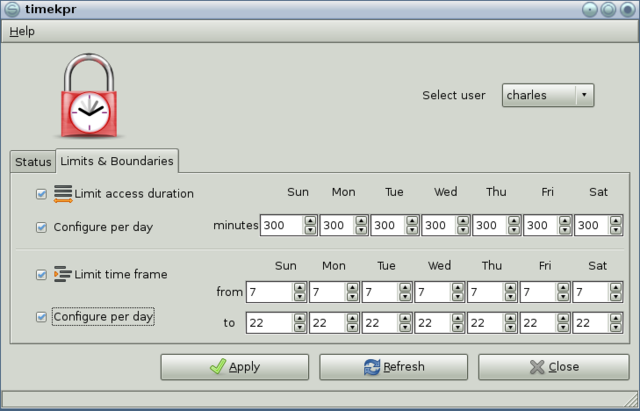
Software de controle TimeKpr

Controle parental (em Portugal também chamado Controlo parental) são recursos que são incluídos nos softwares de televisores, videojogos, sistemas operacionais e em aplicativos antivírus. As ferramentas dos controles dos pais podem se resumir em quatro categorias: filtros de conteúdo, que estabelecem limites de acesso de conteúdo a usuários restritos; controles de uso, que estabelecem regras para utilização de aplicativos e do computador durante períodos de tempo previamente estabelecidos; controle das configurações de gerenciamento que protege as configurações do software de controle e o monitoramento, que pode rastrear e coletar os dados de utilização e fornecer aos pais os relatórios que descrevem as atividades executadas. Outra funcionalidade que os controles dos pais podem incluir é a filtragem de conteúdos e aplicativos seguindo filtros específicos, fornecidos por organizações (governamentais ou independentes) de proteção aos direitos das crianças, como ESRB, DJCTQ e CERO. Foi incluído no Windows Vista e 7, e renomeado como Proteção para a Família no Windows 8.1 e 10.